# 摩根城 (阿拉巴馬州)
摩根城（英語：Morgan City）是一個位於美國阿拉巴馬州馬歇爾縣的非建制地區。該地的面積和人口皆未知。

## 地理
摩根城的座標為34°28′19″N 86°34′11″W / 34.47194°N 86.56972°W，而該地的平均海拔高度為363米（即1191英尺）。